# Si me dejas ahora
Si me dejas ahora es el título del 14°. álbum de estudio grabado y realizado por el artista mexicano José José. El álbum fue lanzado al mercado bajo el sello discográfico Ariola en el otoño de 1979. La canción del mismo título fue compuesta por Camilo Sesto.
Por tercera vez se ocupa de la producción de algunas de sus grabaciones, junto con el cantautor y productor musical español Camilo Sesto.
Este se convierte en uno de los discos más exitosos y más vendidos de su carrera, continuando con su racha de éxitos y colocando entre los primeros sitios de popularidad temas áales como: Si me dejas ahora, Será, Mientras llueve, Tu primera vez, Dónde vas, Franqueza y Candy, además de que en esta sesión se grabaron Ay amigo, Libre como antes, Me esperarás, Vuelvo a sentir y Madrecita, posteriormente publicadas en una edición especial que salió en diciembre de 1980.

## Lista de canciones[1]
| Si me dejas ahora |                     |                                           |                           |  |
| N.º               | Título              | Escritor(es)                              | Duración                  |  |
| 1.                | «Mientras llueve»   | José María Napoleón                       | 2:57                      |  |
| 2.                | «Será»              | Manuel Alejandro · Ana Magdalena          | 3:38                      |  |
| 3.                | «Candy»             | Steve Jerome Adapt: al español: José José | 3:21                      |  |
| 4.                | «Franqueza»         | Consuelo Velázquez                        | 4:12                      |  |
| 5.                | «Rosa de fuego»     | Rafael Pérez-Botija                       | 3:56                      |  |
| 6.                | «Si me dejas ahora» | Camilo Blanes                             | 4:33                      |  |
| 7.                | «He sido»           | Mario Patrón · Eduardo Salas              | 2:21                      |  |
| 8.                | «Dónde vas»         | Camilo Blanes                             | 3:19                      |  |
| 9.                | «Tu primera vez»    | José María Napoleón                       | 4:22                      |  |
| 10.               | «Linda Disco»       | Hermanos Zepeda Novelo · José José        | 3:33                      |  |
| 11.               | «Ay amigo»          |                                           | 4'25" José Sosa           |  |
| 12.               | «Libre como antes»  |                                           | 3'51" José de Jesús Muñoz |  |
| 13.               | «Me esperarás»      |                                           | 3'49" Armando Manzanero   |  |
| 14.               | «Vuelvo a sentir»   |                                           | 2'41" Guillermo Ruiz      |  |
| 15.               | «Madrecita»         |                                           | 3'50" Oswaldo Farres      |  |

## Créditos y personal[1]

### Personal
- José José - Voz, Producción y realización en pistas de la 1 a la 5, 7, 9 y 10.
- Tom Parker - Arreglos y dirección en pistas 1, 2, 3 y 9.
- Mario Patrón - Arreglos y dirección en pista 4, 7 y 10.
- Rene de Coupeaud - Arreglos y dirección en pista 5.
- D'Arniel Pershing - Arreglos y dirección en pistas 6 y 8.
- Alberto Reyna - Diseño
- Camilo Sesto - Producción y realización en pistas 6 y 8.